# Aki Masatoshi
Aki Masatoshi (安藝 正俊 Aki Masatoshi, sinh ngày 9 tháng 7 năm 1990 ở Tokyo) là một cầu thủ bóng đá người Nhật Bản. Anh thi đấu cho Vonds Ichihara.

## Sự nghiệp thi đấu
Aki Masatoshi gia nhập SC Sagamihara năm 2013. Vào tháng 7 năm 2016, anh chuyển đến Vonds Ichihara.

## Thống kê câu lạc bộ
Cập nhật đến ngày 20 tháng 2 năm 2016.
| Thành tích câu lạc bộ | Thành tích câu lạc bộ | Thành tích câu lạc bộ | Giải vô địch | Giải vô địch | Cúp                   | Cúp                   | Tổng cộng | Tổng cộng |
| Mùa giải              | Câu lạc bộ            | Giải vô địch          | Số trận      | Bàn thắng    | Số trận               | Bàn thắng             | Số trận   | Bàn thắng |
| Nhật Bản              | Nhật Bản              | Nhật Bản              | Giải vô địch | Giải vô địch | Cúp Hoàng đế Nhật Bản | Cúp Hoàng đế Nhật Bản | Tổng cộng | Tổng cộng |
| --------------------- | --------------------- | --------------------- | ------------ | ------------ | --------------------- | --------------------- | --------- | --------- |
| 2013                  | J3 League             | JFL                   | 17           | 0            | –                     | –                     | 17        | 0         |
| 2014                  | J3 League             | J3 League             | 3            | 0            | 0                     | 0                     | 3         | 0         |
| 2015                  | J3 League             | J3 League             | 16           | 2            | –                     | –                     | 16        | 2         |
| Tổng                  | Tổng                  | Tổng                  | 36           | 2            | 0                     | 0                     | 36        | 2         |